# Аксу (Шуський район)
Аксу́ (каз. Ақсу) — село у складі Шуського району Жамбильської області Казахстану. Адміністративний центр Аксуського сільського округу.
Населення — 1316 осіб (2021; 1955 у 2009, 1643 у 1999, 1683 у 1989).